# طاهر مامللي
طاهر مامللي (20 مايو 1966 -) هو ملحن ومؤلف موسيقى تصويرية سوري-كُردي، بدأ مسيرته الفنية عام 1996.

## حياته
مواليد 20 مايو 1966 في حلب،  درس الموسيقى في المعهد العربي في حلب وتخصص بالعزف على آلة الكمان وتابع دراسة الموسيقى في المعهد العربي حتى انتهاء المرحلة الثانوية، درس الموسيقى في باربيكان سنتر في لندن – بريطانيا وعند عودته إلى سورية تابع دراسته في المعهد العالي للموسيقا بدمشق وكان من خريجي الدفعة الأولى عام 1996.

## المسيرة الفنية
خلال سنوات دراسته في المعهد العالي للموسيقى وضع الموسيقا التصويرية لعدد من الأعمال المسرحية الخاصة بطلاب المعهد العالي للفنون المسرحية.
قام بتأليف الموسيقى التصويرية للأعمال الدرامية عام 1995 مع المخرج هيثم حقي في مسلسل الثريا ومن ثم تتالت الأعمال خان الحرير – سيرة آل الجلالي، أول تعاون فني له مع المخرج حاتم علي كان في مسلسل الفصول الأربعة وكان أول تعاون له مع المخرج الليث حجو في مسلسل بقعة ضوء.
حصل على جائزة أدونيا عن مجمل أعماله عام 2005 وعن موسيقى مسلسل زهرة النرجس عام 2008 وجائزة أفضل موسيقى تصويرية في مهرجان القاهرة الدولي عن الموسيقى التصويرية لمسلسل الدوامة عام 2009 وترشح لجائزة أدونيا عام 2009 عن عمل سحابة صيف.

## أعماله

### تلحينا
تعاون مع الكثير من العازفين والمغنيين ومنهم:
- - ميادة الحناوي.
- - عبد الله رويشد.
- - أصالة نصري.
- - صفوان العابد.
- - شيرين وجدي.
- - زينة أفتيموس.
- - هالة أرسلان.
- - ديما أورشو.
- - نهى ظروف.
- - ميرنا قسيس.
- - عاصم سكر.
- - عامر خياط.
- - نبال ظريفة.
- - ميس حرب.
- - ليندا بيطار.
- - شهد برمدا.
- - علي الديك.
- - نور مهنا.

### موسيقى تصويرية
من أعماله الموسيقية في الدراما السورية:
- - زهرة النرجس: غناء مطربة الجيل ميادة الحناوي.
- - حكايات الغروب: غناء عاصم سكر وليندا بيطار.
- - بقعة ضوء: غناء حمام خيري وديمة أورشو.[5]
- - صلاح الدين الأيوبي : غناء أصالة نصري.
- - غزلان في غابة الذئاب: غناء ليندا بيطار.
- - فنجان الدم: غناء سعود أبو سلطان.
- - صدق وعده: غناء صفوان العابد.
- - سحابة صيف: غناء عامر خياط.
- - صبايا.
- - ذكريات الزمن القادم.
- - التغريبة الفلسطينية.
- - سيرة آل الجلالي.
- - الفصول الأربعة.
- - خلف القضبان.
- - الأيام المتمردة.
- - وراء الشمس.
- - عصي الدمع.
- - خان الحرير.
- - أحلام كبيرة.
- - لعنة الطين.
- - الزير سالم.
- - أهل الغرام.
- - كليوباترا.
- - الانتظار.
- - الدوامة.
- - جبران.
- - بواب الريح
- - سنعود بعد قليل
- - أرواح عارية
- - المُلك لله
- عصر الجنون
- طريق النحل
- ضيعة ضايعة